# Nishinoshima
Nishinoshima (西之島?   «isla del oeste») es una isla volcánica ubicada a 940 km al sur-sureste de Tokio, y forma parte del arco de las islas de Los Volcanes, al sureste de Japón. Fue conocida antiguamente con el nombre de Isla Rosario.
Originalmente fue una parte de una caldera submarina que apenas sobresalía sobre el nivel del mar, pero en 1974 se engrandeció gracias a una serie de erupciones que crearon una nueva sección de la isla. En noviembre de 2013 tuvo una erupción de mayor intensidad que engrandeció más la isla y atrajo la atención mundial. Se formó rápidamente un cono volcánico, llegando a tener una altura de 142 m en julio de 2016. Las erupciones cesaron en noviembre de 2015, aunque las emisiones de gases volcánicos continuaron por varios meses más. En abril de 2017, se reportaron nuevas erupciones.
En 2016, la isla tenía un tamaño de 2,7 km² y ha mostrado señales de reaparición de varias plantas y especies animales.

## Características

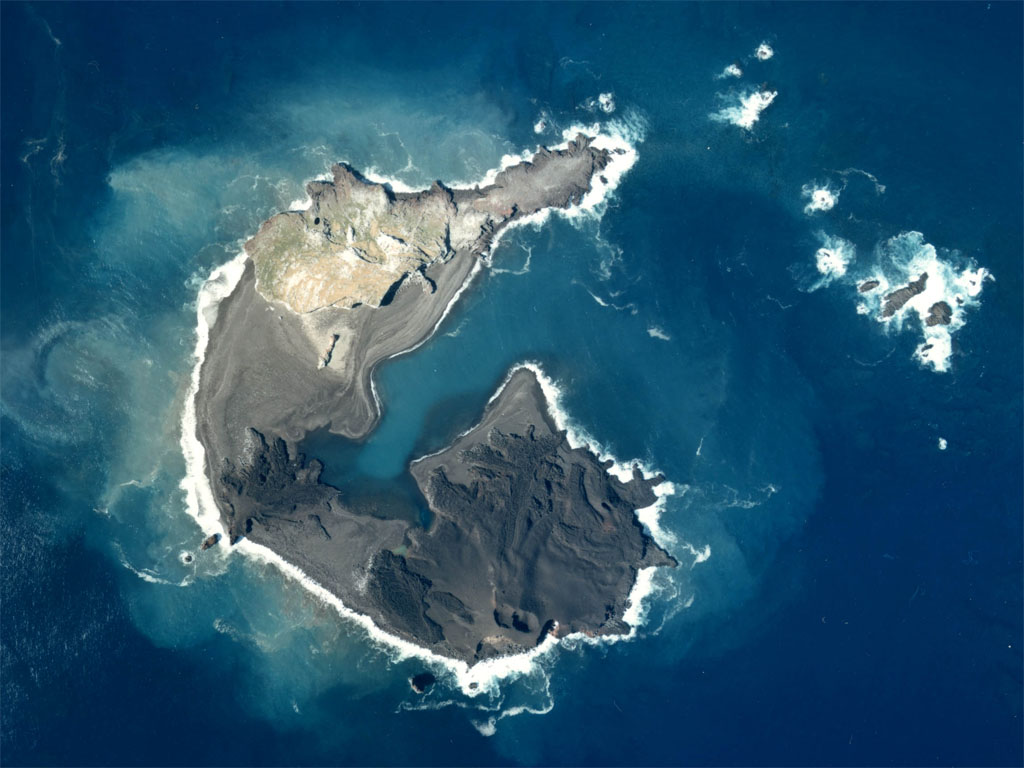
Nishinoshima en 1978, poco después de su primera erupción histórica.

Antes de 1974, Nishinoshima era una diminuta y verde isla que no tenía erupciones en los últimos 10 000 años. Apenas era la punta de un volcán submarino de 3000 m de altura y 30 km de ancho en su base. Su período de actividad estuvo entre el Pleistoceno tardío y el Holoceno. El volcán tiene la forma de una caldera, con Nishinoshima y algunas rocas cercanas, formando parte de la cresta noroeste de una caldera de 1 km de diámetro. La isla tenía originalmente un tamaño de 650 m de largo y 200 m de ancho.
La isla fue descubierta en 1702 por el navío español Rosario, y fue bautizada como Isla Rosario. Mantuvo dicho nombre hasta 1904, cuando Japón decidió llamarlo con su nombre actual.
Tras la erupción de 2013, los biólogos han mostrado mucho interés en cómo Nishinoshima podría ser colonizado por las plantas y animales. Se espera que la materia orgánica, depositada principalmente en los nidos de aves a través del excremento y las plumas, podría enriquecer la superficie de la isla.
En términos de la flora, las plantas que originalmente estuvieron presentes en la isla como las hierbas y verdolagas han reaparecido en las zonas más antiguas de la isla.
El incremento abrupto del tamaño de la isla en los últimos años ha hecho aumentar las aguas territoriales de Japón, en donde una investigación realizada en octubre de 2016 determinó que la línea que divide la tierra y el agua durante la marea baja se había movido unos 320 m al oeste, y eso hizo aumentar unos 4 km² en las aguas territoriales y unos 46 km² en la zona económica exclusiva de Japón.